# Satellite d'écoute électronique
Un satellite d'écoute électronique ou SIGINT (SIGnal INTelligence)  est un  satellite militaire placé en orbite autour de la Terre pour intercepter les signaux électroniques émis par les équipements militaires des forces armées adverses. Il s'agit d'un des moyens du renseignement d'origine électromagnétique dans le but final est, en temps de paix, de déterminer la taille, le déploiement et le degré de préparation des forces armées adverses, identifier les radars anti-aériens et anti-missiles, en temps de crise connaitre les intentions de l'adversaire et en temps de guerre identifier le type d'attaque et mettre en place des contre-mesures (brouillage, guidage de missiles).
Les premiers satellites de ce type sont développés par les Etats-Unis dès le début de l'ère spatiale (premiers lancements en 1961) et par l'Union soviétique cinq ans plus tard. Dans les débuts ces satellites de  petite taille et d'une courte durée de vie disposent de fonctionnalités limitées. Les satellites contemporains sont généralement de grande taille et placés en orbite géostationnaire. Environ 300 satellites de ce type ont été placés en orbite depuis les débuts du vol spatial. En dehors des deux protagonistes de la guerre froide, seule la Chine dispose depuis les années 2010 d'une capacité d'écoute électronique depuis l'espace.

## Définition

A condition d'être au bon emplacement, un satellite SIGINT peut intercepter les échanges radio.

Les télécommunications radio sont devenues au cours du 20e siècle une des composantes des forces armées comme de la société civile. L'interception des signaux radio émis par les forces armées étrangères et les responsables politiques des pays étrangers est désormais une source d'information essentielle tant sur le plan tactique que stratégique, en temps de paix comme en tant de guerre. Au 21e l'écoute électronique (SIGINT) s'est largement substitué à l'espionnage traditionnel par des personnes (HUMINT).
Les satellites d'écoute électronique constituent, avec les satellites d'imagerie, les deux piliers du segment spatial du renseignement militaire moderne. Les satellites d'écoute électronique peuvent remplir une ou plusieurs des fonctions suivantes  :
- L'écoute des liaisons phoniques ou COMINT (COMmunication INTelligence).
- L'interception des transmissions de données ou ELINT (ELectronique INTelligence). 
  - Une sous-fonction prise en charge par des satellites spécialisés est l'écoute des signaux radio émis par les flottes de combat (surveillance océanique)
- La collecte des télémesures transmises par les missiles ou TELINT (TELemetry INTelligence).
- L'interception des signaux émis par les radars ou RADINT (RADar INTelligence). Cette collecte permet de localiser les radars chargés de la défense de l'espace aérien et d'analyser leurs signaux pour mettre au point des systèmes de brouillage.

## Historique

### États-Unis

#### Premiers satellites SIGINT: les GRAB et Poppy

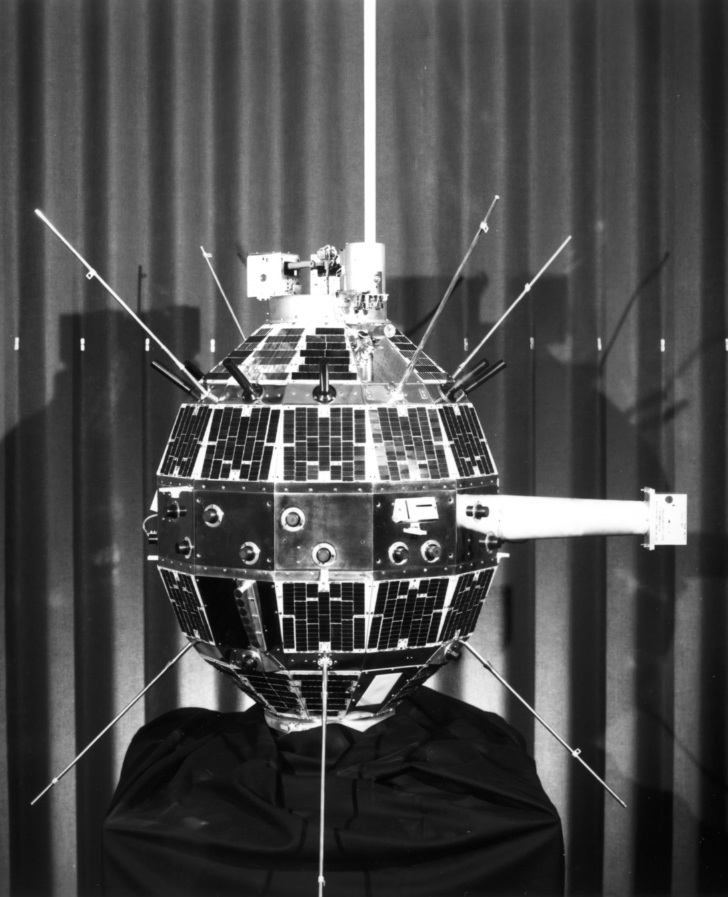
Dernière génération des satellites Poppy.

À la fin de la Seconde Guerre mondiale certains sous-marins allemands utilisent un détecteur de radars portatif baptisé ATHOS pour détecter les émissions des avions alliés ce qui leur permet de plonger avant d'être aperçus. Après la guerre, la marine américaine installe un dispositif analogue sur ses navires et ses sous-marins car il présente l'avantage d'être simple et léger. À la fin des années 1950 le Naval Research Laboratory (NRL) (service de recherche de l'US Navy) est chargé de développer le premier satellite artificiel américain dans le cadre du programme Vanguard. Le programme connait de nombreux échecs mais il permet à la marine américaine d'acquérir la maitrise de la conception des satellites. Dans le contexte de la Guerre froide les militaires américains cherchent à exploiter l'accès à l'espace qui vient de s'ouvrir à des fins militaires. Le NRL propose de placer en orbite basse (900 km) un satellite équipé du système de détection radar utilisé sur ses navires : celui-ci en survolant le territoire soviétique détectera les radars et renverra les informations collectées à des stations au sol. Le projet, après étude, reçoit l'accord du président des États-Unis en août 1959. Ce programme, baptisé TATTLETALE, prend une importance particulière lorsqu'un Lockheed U-2, chargé d'effectuer des missions de reconnaissance aérienne à très haute altitude au-dessus de l'Union Soviétique, est abattu par un missile antiaérien soviétique, donnant un cout d'arrêt à ce type de reconnaissance. Le premier satellite de GRAB 1 ou Dyno 1 est lancé le 22 juin 1960 par une fusée Thor Ablestar et fournit les résultats attendus au cours des trois mois qui suivent.  Quatre autres lancements ont  lieu par la suite dont trois échecs tous dus au lanceur. Les satellites GRAD emportent une charge utile double : à côté du détecteur radar, se trouve un instrument scientifique SOLRAD mesurant le rayonnement solaire qui est le seul déclaré officiellement. Les satellites GRAD sont de petite taille (une vingtaine de kilogrammes) et ils sont lancés, sauf pour le dernier tir, avec d'autres satellites notamment des satellites de navigation Transit .
En 1962 tous les programmes de satellite de reconnaissance américains sont réorganisés et regroupés au sein du programme National Reconnaissance Program (NRP) géré par la National Reconnaissance Office (NRO).  Les satellites GRAB sont remplacés par les Poppy aux caractéristiques initiales très proches.  L'existence des satellites GRAB et  Poppy est déclassifiée par la NRO en septembre 2005 mais la plupart des caractéristiques et des opérations menées à l'aide de ces satellites relèvent toujours du secret défense.

#### La première génération: les Canyon/Aquacade/Jumpseat
La première série réellement significative de satellites d'écoute électronique de ce type est la famille des  Canyon. Ces satellites sont développés dans le cadre du programme A de la  NRO et développés sous l'égide de l'Armée de l'Air américaine. Il s'agit d'un programme secret qui ne sera rendu public que 20 ans après son achèvement. Les spécialistes du domaine ont longtemps cru qu'il s'agissait d'un programme destiné à détecter le lancement de missiles balistiques. Ces satellites sont construits par Lockheed fournisseur traditionnel des satellites de l'US Air Forcs. Les Canyons interceptent les communications émises en microondes et VHF. A cet effet ils sont placés sur une orbite quasi géosynchrone à très haute altitude (40 000 km) ce qui permet par triangulation de déterminer la source de ces émissions radio (COMINT). Le satellite est fixé sur un étage Agena D au lancement mais on ne dispose pas d'éléments permettant de savoir  si celui-ci est utilisé pour placer le satellite sur son finale ou si ce rôle est pris en charge par un moteur-fusée à propergol solide solidaire du satellite.
Quatre satellites de la série Rhyolite, rebaptisée par la suite Aquacade, sont lancés entre 1970 et 1978 sur une orbite géostationnaire et jouent un rôle complémentaire : ils collectent les signaux émis par les missiles balistiques soviétiques et chinois ainsi que par leurs véhicules de rentrée et interceptent les émissions radio soviétiques émises en micro-ondes. Pour étendre la surveillance aux latitudes les plus septentrionales mal couverte par les satellites en orbite géostationnaire, les États-Unis déploient la série des Jumpseat entre 1971 et 1983. Une demi douzaine de ces satellites circulent sur une orbite de Molnia qui leur permet de survoler l'hémisphère nord durant la plus grande partie de leur orbite.

#### La deuxième génération: les  Trumpet/Chalet
Les satellites Jumpseat circulant  sont remplacés dans les années 1990 par une série de trois Trumpet. Par la suite de nouvelles versions sont déployées sur une orbite de Molnia. Deux Trumpet Follow On embarquant un système d'alerte avancé SBIRS-HEO-1 ainsi qu'une charge utile scientifique ou technologique sont lancés en 2006 et 2008. Deux Trumpet Follow On 2 sont lancés à leur tour en 2014 et 2017.
La série des Canyon est elle-même remplacée par les satellites  Chalet (satellite) à compter de la fin des années 1970. Ces satellites déploient en orbite une antenne de plus grande taille (38 mètres de diamètre). Cette série est rebaptisée Vortex à la suite d'indiscrétions révélant son existence au public puis Mercury. Le premier exemplaire est uniquement consacré à l'interception des communications humaines contrairement à la série qui l'a précédé. À compter du deuxième exemplaire, les Chalet sont capables d'intercepter les données transmises par les missiles en vol. La série se caractérisera par une longévité particulièrement importante (plus de 25 ans pour Chalet 10) et fournissent des données jusque dans la décennie 2000.

#### Les satellites d'observation océaniques NOSS
Les satellites NOSS (Naval Ocean Surveillance System) constituent une série de satellites dont l'objectif est de déterminer la position et le déplacement de vaisseaux militaires grâce à leurs émissions radio et radar. L'existence de ce programme est maintenue secrète car il s'agit du principal système utilisé par la marine de guerre américaine pour désigner une cible navale à ses missiles mer-mer ayant une portée trans-horizon. La désignation utilisée (NOSS) n'est pas l'appellation officielle qui a recours à des codes comme White Cloud (nuage blanc en anglais) ou Parcae (Les Parques en latin). Le système repose sur la technique de la  multilatération : les récepteurs radio/radars des satellites mesurent par paire la différence de temps d'arrivée (TDOA) des signaux émis par un navire. Trois générations sont développés successivement par le Laboratoire de Recherche Naval (NRL) en s'appuyant sur les générations de satellites d'écoute électronique précédentes : Grab  et Poppy.

#### Historique des lancements
| Désignation  | Lancement | Nombre lancés | Lanceur                        | Masse                         | Orbite                 | Durée de vie       | Statut             | Caractéristiques                                                                               | Commentaire Référence                                                  |
| ------------ | --------- | ------------- | ------------------------------ | ----------------------------- | ---------------------- | ------------------ | ------------------ | ---------------------------------------------------------------------------------------------- | ---------------------------------------------------------------------- |
| États-Unis   |           |               |                                |                               |                        |                    |                    |                                                                                                |                                                                        |
| GRAB         | 1960-1962 | 5             | Thor- Able-Star                | 18 kg                         | Orbite basse           |                    | Retirés du service | Première génération d'Elint américains.                                                        | [ 7 ]                                                                  |
| Poppy        | 1962-1971 | 32            | Thor- Agena / Thorad           | jusqu'à 128 kg                | Orbite basse           | 34 mois en moyenne | Retirés du service | Deuxième génération d'Elint américains.                                                        | ,                                                                      |
| Canyon       | 1968-1977 | 7             | Titan- Agena                   | 220–270 kg                    | Orbite géosynchrone    | 5 ans              | Retirés du service | Première génération d'Elint américains.                                                        | [ 11 ]                                                                 |
| Aquacade     | 1970-1978 | 4             | Titan- Agena                   | 700 kg                        | Orbite géostationnaire | 5 ans              | Retiré du service  | Complètent les Canyon en collectant les signaux émis par les missiles balistiques soviétiques. | Baptisés initialement Rhyolite .                                       |
| Jumpseat     | 1971-1983 | 7             | Titan- Agena                   | 700 kg                        | Orbite de Molnia       | 5 ans              | Retiré du service  | Complètent la couverture des Canyon pour les latitudes les plus septentrionales.               | Baptisés initialement Rhyolite.                                        |
| NOSS 1       | 1976-1987 | 27            | Atlas H                        | ? kg                          | Orbite basse           |                    |                    | Écoute des signaux des flottes et avions adverses. Première génération                         | Fonctionne par triplet avec un satellite mère et deux satellites fils. |
| Chalet       | 1978-1989 | 6             | Titan- Transtage               | 932 kg                        | Orbite géosynchrone    | jusqu'à 25 ans     | Retirés du service | Deuxième génération d'Elint américains. Remplacent les Canyon                                  | Également désignés Vortex.                                             |
| Trumpet      | 1971-2017 | 7             | Titan IV / Delta IV / Atlas V  | 3900–4500 kg                  | Orbite de Molnia       | 5 ans              | Retirés du service | Remplacent les Jumpseat.                                                                       | Egalement désignés Advanced Jumpseat. Répartis dans trois versions,    |
| NOSS 2       | 1990-1996 | 12            | Titan IV                       | ? kg                          | Orbite basse           |                    |                    | Écoute des signaux des flottes et avions adverses. Deuxième génération                         | Fonctionne par triplet avec un satellite mère et deux satellites fils. |
| Mercury      | 1994-1998 | 3             | Titan IV                       | entre 4000 et 5000 kg         | Orbite géosynchrone    | jusqu'à 25 ans     |                    | Troisième génération d'Elint américains. Remplacent les Chalet                                 | Également désignés Advanced Vortex.                                    |
| Magnum/Orion | 1985-1989 | 2             | Navette spatiale américaine    | ?                             | Orbite géostationnaire |                    |                    | Antenne circulaire de 100 mètres de diamètre.                                                  | [ 21 ]                                                                 |
| Mentor       | 1995-     | 7             | Titan IV / Delta IV            | 5200 kg?                      | Orbite géostationnaire |                    |                    | Remplacent les Magnum/Orion . Antenne circulaire > 100 mètres de diamètre.                     | ,                                                                      |
| NOSS 3       | 2001-     | 16            | Atlas II / Atlas III / Atlas V | 6500 kg (paire de satellites) | Orbite basse           |                    |                    | Écoute des signaux des flottes et avions adverses. Troisième génération                        | Fonctionne par paire avec un satellite mère et un satellite fils.      |
| Nemesis      | 2009-2014 | 2             | Atlas V                        | ?                             | Orbite géostationnaire |                    | Opérationnels      | Rôle : interception des signaux des satellites en géostationnaire.                             | [ 25 ]                                                                 |
| SHARP 1 ?    | 2017-     | 1             | Atlas V                        | 3400 kg - 3850 kg             | Orbite géostationnaire |                    | Opérationnel       | Rôle : Remplacerait les Orion ou les Trumpet ?                                                 | [ 26 ]                                                                 |

### Union soviétique / Russie

#### Les Tselina
Dès le début de l'ère spatiale, l'Union soviétique décide d'équiper ses premiers satellites de renseignement optique Zenit d'un récepteur expérimental baptisé Kust (buisson) capable d'intercepter les émissions radio. Cet équipement est développé par l'institut de recherche TsNII-108. En aout 1960 l'OKB-586  (futur Bureau d'études Ioujnoïe), installé à Dnepropetrovsk, reçoit la commande d'un satellite baptisé DS-KB, destiné à mettre au point les méthodes et les matériels permettant de déterminer les caractéristiques d'un radar depuis l'espace.
Un programme de développement  en deux étapes est mis sur pied par les responsables soviétiques. Le Bureau d'études Ioujnoïe doit d'abord développer deux satellites expérimentaux, DS-K40 (DS pour Dneprovskiy Sputnik désigne les satellites développés par ce bureau d'étude)  à partir de plateformes de modèles existants DS-U1 et DS-U2. Dans une deuxième étape, qui débute en 1964, un système opérationnel baptisé Tselina (Terre vierge en russe) est développé. Il comprend deux types de satellites : les Tselina O à basse sensibilité sont chargés de repérer les radars tandis que les Tselina D à haute sensibilité sont chargés d'en analyser les caractéristiques. L'institut de recherche TsNII-108 développe la charge utile tandis que l'OKB-586 est responsable de la conception globale des satellites. Le 28 décembre 1965 et le 21 février 1966 les satellites expérimentaux  DS-KB sont lancés par une fusée Cosmos-2 mais les deux tirs sont des échecs. Néanmoins le développement des Tselina se poursuit. Les Tselina O, plus simples, sont les premiers à être mis au point. Le lancement du premier Tselina O a lieu en 1967 depuis le cosmodrome de Plessetsk. Les tests en orbite s'achèvent en juin 1970 et le gouvernement déclare le système opérationnel en mars 1972. Le lancement du premier Tselina D a lieu en 1970. Des difficultés de mise au point du système et l'augmentation de la masse du satellite en phase de développement repoussent la mise en service opérationnelle du système jusqu'en 1976.  Les deux types de satellites sont utilisés conjointement jusqu'en 1984. À compter de cette date, les Tselina O sont abandonnés et ses fonctions sont incorporées dans les Tselina D.  En 1981 une deuxième station de réception des signaux émis par les satellites est inaugurée,,.
L'étude de la génération suivante des Tselina débute en mars 1973. L'équipe industrielle est reconduite pour le développement des Tselina-2 dont l'étude préliminaire est achevée au premier trimestre 1974. Le lancement du premier satellite est planifié début 1980 avec une entrée en service opérationnel en 1982. Le cahier des charges du nouveau satellite entraine une forte augmentation de la masse qui ne permet pas sa mise en orbite par le lanceur Tsiklon-3 utilisé pour les Tselina D. Le ministre chargé de l'industrie spatiale (Ministère des constructions mécaniques ou MOM) décide de confier le lancement des Tselina-2 au lanceur Zenit. Mais celui-ci est en cours de développement et le lancement du premier satellite doit être repoussé au second trimestre 1981. Profitant de la capacité du nouveau lanceur, les ingénieurs décident d'ajouter au satellite la capacité de transmettre les données en temps réel  en passant par des satellites relais ainsi que d'autres fonctions qui contribuent encore à augmenter sa masse. Le développement de la fusée Zenit ayant encore pris du retard, les responsables soviétiques décident de modifier le satellite pour qu'il puisse être mis en orbite par une fusée Proton en attendant que la mise au point du nouveau lanceur s'achève. Le premier satellite Tselina-2 est lancé en septembre 1984 sous l'appellation Cosmos-1603. Deux autres satellites sont lancés par des fusées Proton avant que la fusée Zenit prenne le relais le 13 mai 1987,.

#### Les satellites de reconnaissance océanique US-P, US-A et US-PM
Dans les années 1960, la marine de guerre soviétique subit une évolution majeure avec un quasi-abandon des navires de grande taille au profit de navires plus modestes - croiseurs, destroyers, patrouilleurs - équipés de missiles de croisière mer-mer à longue portée (500 km) et dotés de têtes nucléaires. Parmi ces missiles figurent par exemple le P-5 Pityorka développé par le bureau d'études OKB-52 dirigé par Vladimir Tchelomeï et entré en service opérationnel en 1959. Les responsables militaires soviétiques comptaient sur ces missiles pour contrebalancer l'écrasante supériorité de la flotte américaine. Mais pour que ces armes soient efficaces il fallait disposer d'un système permettant de localiser une cible qui la plupart du temps serait au-delà de la portée des radars des navires soviétiques. Des avions spécialisés équipés de radar (Tu-16 RT et Tu-95 RT) et même des hélicoptères (Ka-25 RT sont mis au point et entrent en service opérationnel à partir de 1965. Mais ces aéronefs étaient vulnérables car ils pouvaient facilement être abattus par la défense anti-aérienne des flottes américaines.
L'OKB-52 de Tchelomeï avec l'aide des ingénieurs du bureau d'études KB-1 (en) spécialisé dans les systèmes de défense aérienne et dans les satellites anti-missiles définissent en 1959-1960 le cahier des charges d'un satellite pouvant se substituer aux aéronefs en dépistant les navires depuis l'espace. Selon ce cahier des charges, ce satellite doit disposer d'un radar pour pouvoir détecter les navires par tous temps, de jour comme de nuit, ainsi que d'un système d'écoute des émissions électromagnétiques. Son système de contrôle doit permettre de connaître précisément son orbite et de modifier celle-ci sur commande. Il prévoit de développer pour les navires porte missiles un système capable de traiter les données collectées par le satellite et d'injecter directement les paramètres de la cible dans le système de guidage des missiles. Enfin il met en avant la nécessité de développer un lanceur capable de placer en orbite le satellite. Les deux aspects les plus critiques du système sont le caractère tous temps du système et sa capacité à fournir des données suffisamment récentes car la vitesse de déplacement des navires ennemis rend rapidement les données caduques.
Tchelomeï est un des favoris du dirigeant soviétique de l'époque Nikita Khrouchtchev. Il présente un projet de développement du satellite conçu sur la base du cahier des charges établi avec le KB-1. Le satellite doit être placé en orbite par un nouveau lanceur basé sur son missile UR-200 capable de placer 4 tonnes en orbite basse. Le projet est accepté officiellement en juin 1962. Il comporte de nombreux points communs avec le projet de satellite anti-satellite IS développé par KB-1. La chute de Khrouchtchev en 1964 entraîne celle de son favori Tchelomei. Le bureau d'études KB-1 reprend la tête du projet dont l'OKB-52 n'est désormais plus qu'un sous-traitant. Le département du KB-1 qui est chargé de ce développement et qui est dirigé par Anatoli Savin deviendra autonome en 1973 et prendra l'appellation OKB-41. La disgrâce de Tchelomeï entraîne l'abandon du projet de lanceur basé sur l'UR-200 au profit d'une fusée développée à partir du missile balistique R-36. Deux pas de tir sont construits à Baïkonour pour ce nouveau lanceur baptisé Tsiklon-2 (le chiffre indique le nombre d'étages). À la suite de l'adoption du nouveau lanceur moins puissant que celui envisagé, les ingénieurs soviétiques décident de diviser la charge utile en développant deux types de satellite pour réduire la masse à placer en orbite : l'US-A (plus connu sous son appellation occidentale RORSAT) emporte le radar prévu tandis que la charge utile de l'US-P est constituée par les équipements d'écoute radio. L'institut de recherche TsNII-108 est chargé de développer les deux charges utiles.
Le premier US-P est lancé sous l'appellation Cosmos 699 en 1974 et le système est déclaré opérationnel en 1978. 36 satellites de ce type sont lancés durant l'ère soviétique (avant 1992) et 3 par la suite. Pour que le système reste opérationnel en temps de paix, il est nécessaire de disposer en permanence de deux satellites en orbite. Mais la fréquence des lancements décline à la fin de l'ère soviétique au point qu'en mars 1993 il ne subsiste plus aucun satellite opérationnel. Alors que le maintien des autres systèmes satellitaires militaires n'est plus assuré durant la décennie 1990, les US-PM qui ont pris le relais des US-P bénéficient un temps d'une priorité très élevée puisque la Russie dispose de quatre satellites opérationnels en 1994 puis de cinq en six en 1997 qui viennent en partie compenser l'arrêt de la version US-A. Mais cet effort n'est pas poursuivi car en décembre 1999, il n'y a de nouveau plus aucun satellite opérationnel. Il s'ensuit jusqu'en 2007 une période durant laquelle la couverture dure le temps de vie d'un unique satellite (de 18 à 24 mois généralement) suivi généralement d'une période sans aucun satellite en fonctionnement. Le dernier satellite US-PM est lancé en 2006. À compter de 2007 la Russie ne dispose plus de satellite de ce type. La production des US-P/US-PM s'est arrêtée au milieu des années 1990 et les satellites de ce type lancés par la suite étaient des engins produits à l'avance et stockés. L'US-PM (M pour Modifikirovanni), parfois également appelée US-PU, est une version améliorée de l'US-P qui remplace celui-ci à partir de 1993 et est lancée à 13 exemplaires.

#### Le programme Liana: les satellites LOTOS et Pion-NKS
À la suite de l'éclatement de l'Union soviétique en 1991, le constructeur des Tselina, le Bureau d'études Ioujnoïe situé à Dnepropetrovsk, se retrouve en territoire ukrainien. Les dirigeants russes décident de rapatrier sur leur territoire un savoir-faire jugé stratégique : dans le cadre du programme Liana mis sur pied à cet effet, le développement d'une nouvelle génération de satellites construits par des établissements russes est décidée.
En 1993, l'Institut de technologie radio TsNIRTI (ou Institut Berg), choisi pour sa maitrise de la guerre électronique, définit le cahier des charges du programme Liana et en particulier de la charge utile baptisée Bars. Le développement du programme Liana va connaitre toutes les vicissitudes communes à l'industrie de la défense russe de cette époque : sous-financement, fuite des cerveaux, pilotage de mauvaise qualité, détérioration des infrastructures. Initialement, le satellite est conçu pour être lancé par la fusée ukrainienne Zenit. Pour pouvoir répondre aux besoins divergents de l'écoute électronique navale et terrestre, les ingénieurs russes proposent de développer deux variantes du nouveau satellite : les Lotos doivent remplacer les Tselina tandis que les Pion-NKS prennent la suite des US-PM (analyse des signaux maritimes) mais également des US-A (reconnaissance radar navale). En 1996-1997, le mot d'ordre est de ne plus dépenser un rouble en Ukraine et les responsables du programme décident de remplacer le lanceur ukrainien Zenit par la fusée russe Soyouz-2-1.b tandis que le site de lancement de Plessetsk se substitue à Baïkonour. Le développement de la plateforme est confié à l'établissement KB Arsenal installé à Saint-Pétersbourg mais celui-ci ne parvient pas à mettre au point un système répondant aux besoins notamment dans le domaine thermique. En conséquence, il est décidé en 2002 d'utiliser la plateforme Iantar développée à la fin des années 1960 par l'usine TsSKB Progress de Samara pour les satellites de reconnaissance optique Kobalt et Resours DK. L'assemblage final du satellite reste attribué à KB Arsenal. Ces bouleversements entrainent la nécessité de réduire de 30% la masse du satellite tout en repoussant l'entrée en production du nouveau système. La charge utile devant être réduite d'un facteur 2,5 à 2,8, les ingénieurs russes doivent modifier la conception du système en passant au tout numérique, ce qui permet en contrepartie de déléguer à l'ordinateur embarqué le soin de pointer les instruments vers les sources des émissions électroniques. En 2005, les utilisateurs finaux demandent que la durée de vie du satellite passe à 5 ans (4 ans pour la variante Pion). Différents problèmes techniques et financiers débouchent sur la décision de développer une première version allégée, Lotos-S (14f138), lancé par une Soyouz-U avant le lancement de la version opérationnelle par une fusée Soyouz-2-1.b. Au bout du compte, le nouveau satellite s'avère beaucoup plus coûteux que son prédécesseur Tselina tout en apportant peu sinon aucun accroissement des performances.
Le premier exemplaire du nouveau satellite, de type Lotos-S (version allégée), arrive sur le pas de tir de Plessetsk en juillet 2009. Mais il doit être renvoyé à KB Arsenal car il a subi une contamination par des particules d'huile due aux mauvaises conditions d'assemblage. Finalement le satellite est lancé le 20 novembre et placé sur une orbite de 200 x 905 km avec une inclinaison de 67,2° qui est circularisée à 905 x 890 km. Le satellite emporte une charge utile scientifique : l'expérience Nuklon est destinée à détecter des rayons cosmiques à haute énergie. Différentes sources non officielles indiquent que le satellite souffre de dysfonctionnements importants - déploiement d'antennes inopérant , etc. - et qu'il serait incapable de remplir sa mission principale. Le lancement de la version opérationnelle du satellite prévu en 2012 est repoussé sans doute à la suite des problèmes rencontrés par la version allégée. Finalement le 25 décembre 2014 le deuxième exemplaire est lancé par une fusée Soyouz-2-1b.
De son côté, le lancement du premier Pion-NKS, qui était initialement programmé en 2012, est repoussé à plusieurs reprises et a lieu finalement le 25 mars 2021.
Le nombre actuel de satellites d'écoute électronique en orbite du programme Liana (Lotos et Pion-NKS) n'est pas suffisant pour identifier toutes les cibles potentielles, en particulier les navires qui par définition se déplacent en permanence. La précision des localisations est insuffisante pour les missiles anti-navires à longue portée comme le Tsirkon. Si les navires maintiennent le silence radio, seul le radar des Pion-NKS permet de les localiser, or avec un seul satellite de ce type en orbite, la couverture est nettement insuffisante. Par ailleurs, il n'existe plus en 2021 qu'un seul satellite relais Loutch en orbite géostationnaire qui à lui seul ne peut couvrir qu'une partie d'un hémisphère. En synthèse, le programme Liana ne répond pas en 2021 aux besoins de la Marine de guerre russe.

#### Quels successeurs pour le programme Liana?
Deux systèmes d'écoute électronique russe sont en projet sans que leur statut précis soit connu courant 2021 : 
- Akvarel (en français aquarelle), évoqué pour la première fois en 2013, est un système SIGINT en orbite basse donc qui se définit comme le successeur de Liana. Le projet est pris en charge par le constructeur de satellites ISS Reshetnev (contractant principal) et TsNIRTI (charge utile). Seules des informations très fragmentaires sur des sous-systèmes ont été publiées.
- Repei est un système COMINT dont l'existence a filtré de manière accidentelle via une photo d'un panneau d'information prise lors d'une visite du ministre de la défense russe sur le site de ISS Reshetnev. Il comprendrait des satellites en orbite géostationnaire et d'autres placés sur une orbite de Molnia. Le projet semble avoir été lancé en septembre 2014. Les satellites seraient fabriqués par ISS Reshetnev et placés en orbite par une fusée Angara A5[38].

#### Les satellites Olymp-K
En 2014, la Russie place sur une orbite géostationnaire un satellite de télécommunications baptisé Olymp-K/« Loutch » (référence aux satellites Loutch) construit par ISS Reshetnev. Au cours des six années suivantes, le satellite a un fonctionnement inhabituel pour un satellite placé sur ce type d'orbite : il change à intervalles réguliers sa position en longitude (une manœuvre coûteuse en ergols) en venant à chaque fois se placer pour quelques semaines ou quelques mois à très faible distance d'un satellite de télécommunications commerciales. Une douzaine de satellites sont approchés de cette manière dont le satellite de télécommunications français à usage mixte civil/militaire Athena-Fidus. Les responsables russes ne fournissent aucune explication face aux protestations des responsables français et américains. Ce comportement rappelle celui des deux satellites américains Nemesis (également désignés sous l'appellation de PAN et CLIO) soupçonnés d'intercepter les communications radio de la liaison montante de satellites de télécommunications commerciaux et militaires. Il est prévu qu'un deuxième satellite Olymp-K soit lancé.

#### Historique des lancements
| Désignation   | Lancement | Nombre lancés | Lanceur               | Masse        | Orbite       | Durée de vie | Statut             | Caractéristiques                                                                      | Commentaire Référence |
| ------------- | --------- | ------------- | --------------------- | ------------ | ------------ | ------------ | ------------------ | ------------------------------------------------------------------------------------- | --------------------- |
| Tselina O     | 1967-1982 | 41            | Cosmos-3M             | 228–434 kg   | Orbite basse | 6 mois       | Retirés du service | Première génération d'Elint russes.                                                   | [ 39 ]                |
| Tselina D     | 1970-1994 | 69            | Vostok-2M / Tsiklon-3 | 1750 kg      | Orbite basse | 6 mois       | Retirés du service |                                                                                       | [ 40 ]                |
| US-P          | 1974-1991 | 37            | Tsiklon-2             | 3300 kg      | Orbite basse |              | Retirés du service | Écoute passive des signaux des flottes adverses                                       | [ 41 ]                |
| RORSAT / US-A | 1970-1988 | 32            | Tsiklon-2             |              | Orbite basse |              | Retirés du service | Écoute active des signaux des flottes adverses. Source d'énergie : réacteur nucléaire | [ 42 ]                |
| Tselina R     | 1986-1993 | 4             | Tsiklon-3             | 1750 kg      | Orbite basse | 6 mois       | Retirés du service |                                                                                       | [ 43 ]                |
| Tselina 2     | 1984-2007 | 23            | Tsiklon-3             | 3250 kg      | Orbite basse | 1 an         | Retirés du service |                                                                                       | [ 44 ]                |
| US-PM         | 1993-2006 | 13            | Tsiklon-2             | 3300 kg      | Orbite basse |              | Retirés du service | Écoute passive des signaux des flottes adverses? Remplace les US-A et US-P            | [ 45 ]                |
| Lotos         | 2009-     | 5             | Soyouz                | 5 à 6 tonnes | Orbite basse |              | Opérationnel       | Remplacent les Tselina                                                                | ,                     |
| Pion-NKS      | 2021-     | 1             | Soyouz                |              | Orbite basse |              | Opérationnel       | Analyse des signaux des flottes adverses. Remplacent les Tselina-2, US-PM et US-A     | [ 48 ]                |

### Chine
En 2021 la Chine est devenue la deuxième puissance mondiale dans le domaine du spatial militaire après le déploiement très rapide de satellites couvrant tous les domaines du renseignement militaire depuis l'espace. Peu d'informations sont disponibles sur ces satellites.

#### Yaogan 30
Dans le domaine de l'écoute électronique, elle a en particulier déployé entre 2017 et 2021 la série des Yaogan 30  sans doute conçus pour détecter les navires des marines adverses via leurs émissions radio. Les satellites sont placés sur une orbite faiblement inclinée (35°) de faible hauteur (600 km) et répartis sur 6 plans orbitaux trois par trois. Dans chaque plan les satellites sont équidistants (écartés de 120°). La répartition des satellites et leur orbite permet d'obtenir une fréquence de revisite très élevée (la plus élevée de tous les satellites militaires existants) au-dessus de la Chine et des mers qui la borde. Ainsi la capitale de Taïwan, Taipe cible la plus probable d'un prochain conflit, est survolée par un des satellites de la constellation avec des interruptions qui ne durent en moyenne pas plus de 10 minutes à quelques exceptions près,.

#### TJS
Les satellites TJS 1,3 et 4, présentés officiellement par les autorités chinoises comme des satellites de télécommunications sont en fait des satellites militaires d'écoute électronique. Ces trois satellites ont été placés sur une orbite géostationnaire entre 2015 et 2019. Les TJS 1 et 4 disposent d'antennes permettent de collecter les émissions radio sur une très large bande (1,2 m à 20 cm , c’est-à-dire de 250 MHz à 1,5 GHz). Ces longueurs d'onde sont utilisées par les radars de veille, les relais de communications microondes ainsi que les communications cellulaires
.

#### Autres séries SIGINT
D'autres séries de satellites de petite taille ont été lancés ces dernières années avec une mission d'écoute électronique : 
- Les Ningxia sont des micro-satellites dont le développement a été confié à une société privée et qui effectuent un recensement de l'ensemble des sources radio de la planète. Courant 2021 10 satellites ont été déployés et selon les sources officielles, la constellation comptera à terme une trentaine de satellites.
- La constellation des micro satellites Hede (45 kg) dont 5 exemplaires ont été déployés courant 2021 mais qui comptera à terme 48 satellites est chargée d'identifier tous les navires à la surface de la planète via leur signal AIS.
- Deux satellites Yaogan 32 sont considérés comme des satellites SIGINT.

#### Historique des lancements
| Désignation | Lancement | Nombre lancés | Lanceur          | Masse   | Orbite              | Durée de vie | Statut                  | Caractéristiques                                                             | Commentaire Référence |
| ----------- | --------- | ------------- | ---------------- | ------- | ------------------- | ------------ | ----------------------- | ---------------------------------------------------------------------------- | --------------------- |
| JSSW        | 1973-1976 | 6             | Feng Bao 1       | 1110 kg | Orbite basse        |              | Retirés du service      | Satellites expérimentaux                                                     | [ 53 ]                |
| TJS         | 2015-2018 | 3             | Longue Marche 3C | ?       | Orbite géosynchrone |              | Opérationnels           | Interception des émissions radio et                                          | ,                     |
| Yaogan 32   | 2018      | 2             | Longue Marche 2C | ?       | Orbite basse        |              | Opérationnels           |                                                                              | [ 56 ]                |
| Yaogan 30   | 2017-2021 | 27            | Longue Marche 2C | ?       | Orbite basse        |              | Opérationnels           | Organisés par triplets. Détection des signaux des flottes et avions adverses | [ 57 ]                |
| Ningxia     | 2019-     | 10            | Longue Marche 6  | ?       | Orbite basse        |              | En cours de déploiement | Recensement des sources radio Une quarantaine de satellites à terme          | [ 58 ]                |

### France
La France lance respectivement en 1995 et 1999 deux micro-satellites SIGINT expérimentaux d'une cinquantaine de kilogrammes Cerise et Clémentine. Ils sont utilisés pour acquérir les méthodes de tri parmi les trois milliards de communications quotidiennes qui transitent dans l'éther hertzien. Cerise a pour mission de caractériser les bandes radar sur toute la surface du globe et si possible de déterminer les fréquences de secours utilisées lorsque les fréquences principales sont brouillées par des actions de guerre électronique. Clémentine dresse la cartographie de l'environnement électromagnétique sur la totalité du globe c'est-à-dire l'occupation réelle du spectre électromagnétique par les émetteurs terrestres : téléphonie, télévisions, radars et radiodiffusion. Clémentine est également utilisé pour mettre au point l'architecture des satellites Essaim, une constellation de quatre satellites de 120 kg lancés en 2004, destinée à mettre au point le futur système d'écoute électronique opérationnel. Un premier démonstrateur, la constellation ELISA, comprenant quatre satellites de 120 kg, est lancé en 2011. Le premier système opérationnel, CERES, est lancé en 2021. Il comprend trois satellites de 450 kg circulant en formation en orbite basse et capables d'intercepter les émissions des radars et des systèmes de télécommunications terrestres. Son successeur, baptisé CELESTE, est en cours d'étude.

#### Historique des lancements
| Désignation | Lancement | Nombre lancés | Lanceur  | Masse              | Orbite                | Durée de vie | Statut                                           | Caractéristiques                                                                               | Commentaire Référence |
| ----------- | --------- | ------------- | -------- | ------------------ | --------------------- | ------------ | ------------------------------------------------ | ---------------------------------------------------------------------------------------------- | --------------------- |
| Cerise      | 1995      | 1             | Ariane 4 | 50 kg              | Orbite basse          |              | Retiré du service, détruit par un débris spatial | Prototype : mise au point des équipements d'écoute.                                            | [ 59 ]                |
| Clémentine  | 1999      | 1             | Ariane 4 | entre 50 et 100 kg | Orbite basse          |              | Retiré du service                                | Prototype : cartographie planétaire des sources radio. Successeur de Cerise.                   | [ 60 ]                |
| Essaim      | 2004      | 4             | Ariane 5 | 120 kg             | Orbite basse          |              | Retirés du service                               | Constellation de quatre satellites. Système prototype.                                         | [ 61 ]                |
| ELISA       | 2011      | 4             | Soyouz   | 121 kg             | Orbite héliosynchrone | > 3 ans      | Opérationnel                                     | Constellation de quatre satellites. Système pré-opérationnel.                                  | [ 62 ]                |
| CERES       | 2021      | 3             | Vega     | 450 kg             | Orbite basse          | 8 ans        | Opérationnel                                     | RADINT/COMINT Constellation de trois satellites. Première série opérationnelle pour la France. | [ 63 ]                |

### Inde

#### Historique des lancements
| Désignation | Lancement | Nombre lancés | Lanceur | Masse  | Orbite                | Durée de vie | Statut       | Caractéristiques | Commentaire Référence |
| ----------- | --------- | ------------- | ------- | ------ | --------------------- | ------------ | ------------ | ---------------- | --------------------- |
| EMISAT      | 2019      | 1             | PSLV    | 436 kg | Orbite héliosynchrone |              | Opérationnel |                  |                       |